# Gouda (sýr)

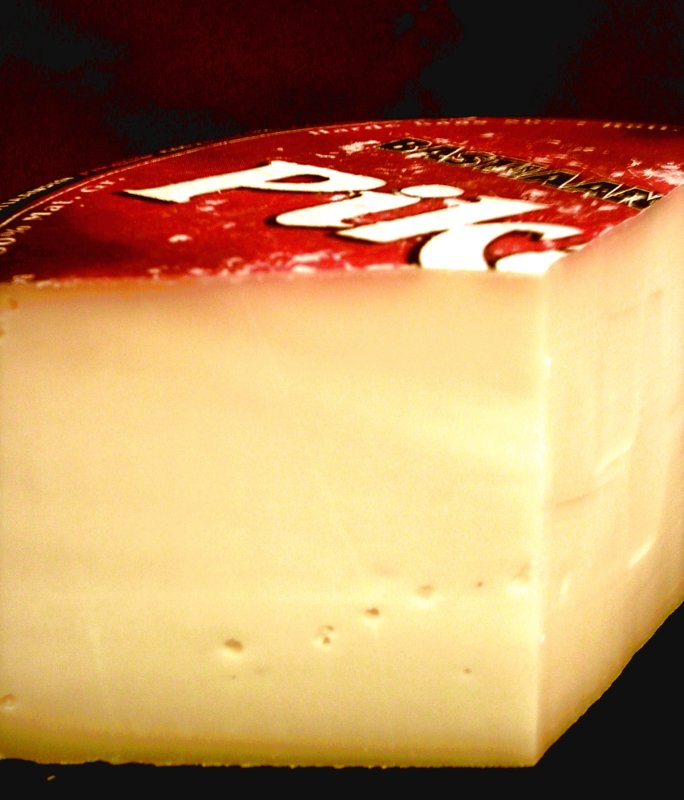
Sýr Gouda

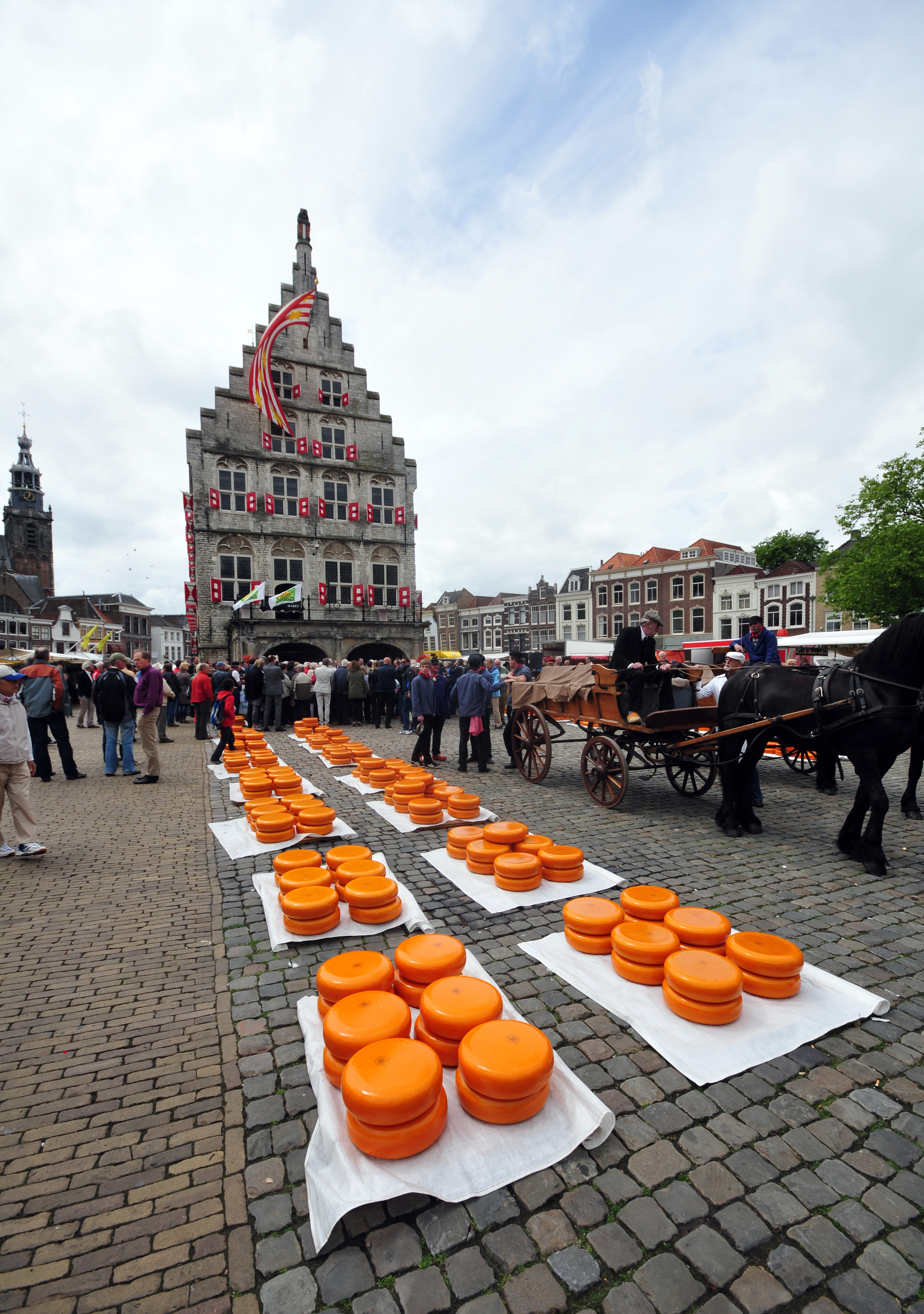
sýrový bazar v Gouda, Nizozemsko

Gouda (Chauda) nizozemsky Goudse kaas) je tvrdý sýr nizozemského původu vyráběný z kravského mléka. Je označován jako jeden z nejlepších sýrů na světě. Název je dnes používán jako obecný výraz pro mnoho podobných sýrů vyrobených tradičním nizozemským způsobem.
Pod jménem gouda je sýr průmyslově vyráběn v mnoha zemích ale názvy „Boerenkaas“, „Noord-Hollandse Gouda“ a „Gouda Holland“ jsou registrována EU se statusem chráněné zeměpisné označení (PGI). Tyto sýry mohou být vyráběny pouze v Nizozemsku (nejen v provincii Jižní Holandsko, kde leží město Gouda) a užito může být jen mléka nizozemských krav.

## Vlastnosti
Vyznačuje se žlutou vnitřní hmotou. Jeho vůně je jemná, s lehkým oříškovým nádechem. Díky vyššímu obsahu tuku (48 %) má mladý sýr výrazně krémové těsto. Kůra sýra je žlutá, přičemž jak sýr stárne, nabývá tmavých tónů a začíná se drolit. Sýr se tradičně balí do voskového obalu. Vyrábí se v kolech či blocích o hmotnosti 1 až 16 kilogramů. Čím mladší sýr, tím světlejší obal. Obal mladé Goudy je světle žlutý, naopak obal staré Goudy je tmavě hnědý a obal přestárlé Goudy černý. Většina produkce Goudy se vyrábí průmyslově, ale stále existují i malé provozy (zvláště na statcích s mléčnou výrobou), které zachovávají tradiční postup při výrobě tohoto sýra. Objem takové produkce činí dvě procenta celkového množství.
Sýr obsahuje hlavně vápník, ale také vitamíny A, B a D. Ve srovnání s jinými sýry obsahuje sýr gouda málo vitamínu B12, ale větší množství vitamínu K.

## Druhy goudy
Doba zrání se pohybuje od 1 měsíce do 2 let. Čím starší sýr, tím je jeho konzistence tvrdší. Dle doby zrání lze Goudu dělit do následujících kategorií:
- Mladý sýr (jong kaas) doba zrání 4 týdny.
- Mladý uleželý (jong belegen) doba zrání 6–8 týdnů.
- Uleželý (belegen) doba zrání 8–12 týdnů.
- Pikantně uleželý (pikant belegen) doba zrání 4–6 měsíců.
- Extra uleželý (extra belegen) doba zrání 7–8 měsíců.
- Starý sýr (oud kaas) doba zrání 10–12 měsíců.
- Přestárlý sýr (overjarig kaas) doba zrání déle než 1 rok.